# Polygala ambigens
Polygala ambigens är en jungfrulinsväxtart som beskrevs av Sidney Fay Blake. Polygala ambigens ingår i släktet jungfrulinssläktet, och familjen jungfrulinsväxter. Inga underarter finns listade i Catalogue of Life.